# خدمة البث الخلوي

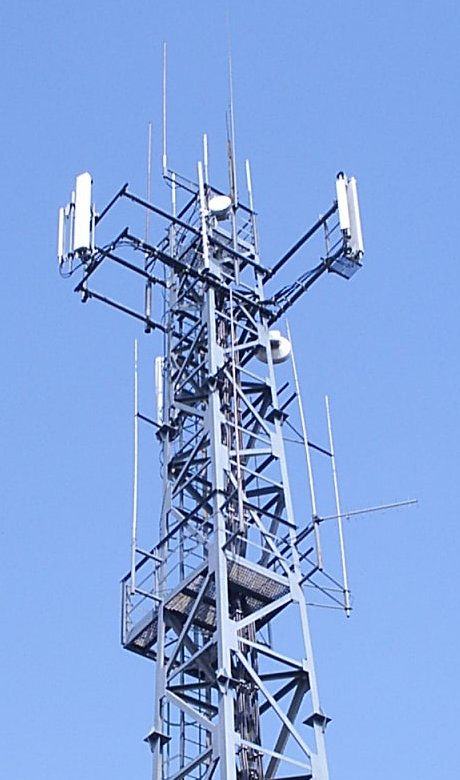

خدمة البث الخلوي (بالإنجليزية:  Cell Broadcast)‏ تتمثل في إرسال رسائل نصية إلى جميع الهواتف النقالة المتواجدة في مكان البث والتابعة للمشغل الذي يوفر هذه الخدمة. تستعمل هذه الخدمة عادة لنشر الأخبار (طقس، رياضةK اقتصاد ...) والتنبيه لأحداث ما كحوادث السير والازدحام و إمكانية حدوث كوارث طبيعية وغيرها أو الإعلان عن مستشفى أو بنك أو أي مكان ذي أهمية بالقرب من المكان المتواجد فيه صاحب الهاتف المحمول.
أنواع الرسائل ممكن تبادلها :
- الرسائل النصية القصيرة
- خدمة الرسائل المحسنة
- خدمة رسائل الوسائط المتعددة

هذه الخدمة متوفرة بعدة بلدان مثل ألمانيا، إسبانيا، البرتغال، إيطاليا، الصين وروسيا. الخدمة متوفرة أيضًا في سورية من المشغل سيريتل.
لإستقبال هذه الرسائل يجب تفعيل الخدمة و إضافة القنوات (من 0 إلى 999). تختلف طريقة تفعيل خدمة البث الخلوي حسب نوع الجهاز.

## تكنولوجيا
تتكون صفحة رسالة البث الخلوي من 82 ثمانية, و التي تمثل 93 حرف لاتيني أو 41 حرف عربي. يمكن دمج 15 صفحة كحد أقصى لتكوين رسالة البث الخلوي. مركز البث الخلوي هي الوحدة المسؤولة عن نشر الرسائل، حيث توصل بمراقب المحطات القاعدية في شبكة جي.أس.أم و بوحدات تحكم شبكة الراديو في شبكات الجيل الثالث.